# لايزا
لايزا هي بلدة جبلية نائية تقع في ولاية كاشين،ميانمار.